# 인도 고전 음악

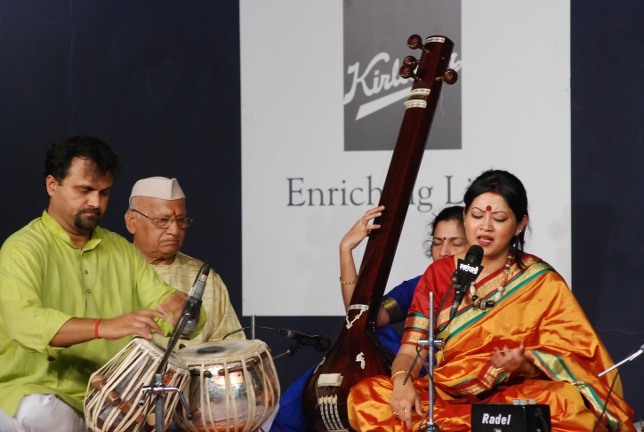
인도 고전 음악 공연

인도 고전 음악(Indian classical music)은 인도 아대륙의 음악의 한 장르이다. 그것은 두 가지 주요한 전통이 있다. 북부 인도의 고전 음악 전통은 힌두스타니이라고 불리는 반면, 남부 인도의 표현은 카르나티크이라고 불린다. 이 전통들은 16세기까지 뚜렷한 것이 아니었다. 그곳에서, 인도 아대륙의 이슬람 통치 기간 동안, 전통은 분리되어 별개의 형태로 진화했다. 힌두스타니 음악은 즉흥연주를 강조하며 라가의 모든 측면을 탐구하는 반면, 카누르의 공연은 짧고 작곡을 기반으로 하는 경향이 있다. 그러나 이 두 시스템은 계속해서 차이점보다 더 많은 공통 특징을 지니고 있다.
인도의 고전 음악의 뿌리는 힌두교의 베다 문학과 바르라타 무니의 공연예술에 관한 산스크리트 문자인 고대 나티아 샤스트라에서 발견되었다. 13세기 산스크리트 문자 사라야데바의 산시타 라트나카라는 힌두스타니 음악과 카르나티크 음악 전통의 결정체로 여겨진다.